# Lito MC Cassidy
Lito MC Cassidy, de son vrai nom Rafael Sierra Pascual (né le 26 août 1979), est un rappeur portoricain.

## Biographie
Lito MC Cassidy commence sa carrière en 1994 avec DJ Eric et sa première production est publiée dans l'album Street Style Vol. 1. Lito et Polaco signent avec Pina Records en 1999 et se retrouvent au milieu de la guerre lyrique entre les sociétés Pina Records et Buddha's Family, l'une des guerres les plus célèbres dans le monde du reggaeton. Buddhas Family est l'ancienne compagnie de Buddha et comptait des artistes tels que Tempo, Getto y Gastam, MC Ceja, Mexicano 777, entre autres.
Lorsqu'il commence avec Lito et Polaco, ils réalisent plusieurs projets musicaux, les cousins étant l'enregistrement de la suite de La industria. Le duo est ensuite rejoint par MC Ceja, et sort en 1997 une production intitulée Los 3 mosqueteros, et d'autres œuvres comme Masacrando MC's (2000), Mundo frío (2002) et Fuera de serie (2004) ; ce dernier album est distribué par Universal Music Latino. En 2005, le duo se sépare et Lito MC Cassidy forge sa carrière en tant qu'artiste solo Cassidy.
En 2021, il reçoit sa première nomination aux Latin Grammy Awards dans la catégorie « meilleur morceau hip-hop/rap » avec son morceau La vendedora de placer,. En 2022, il sort El gran robo 2 avec Daddy Yankee. Pour le tournage du clip, Flaco Figueroa participe en tant que producteur, Luis Martínez en tant que directeur de la photographie et Ciro Cid en tant que directeur des effets spéciaux.

## Discographie

### Albums studio
- 2013 : Historias de la calle
- 2021 : La jaula de los vivos

### Mixtapes
- 2007 : De la Calle Pa la Calle

### Compilations
- 2013 : Prólogo a historias de la calle

## Distinctions

### Latin Grammy Awards
| Année | Catégorie                    | Nommé                              | Résultat   | Réf   |
| ----- | ---------------------------- | ---------------------------------- | ---------- | ----- |
| 2021  | Meilleur morceau hip-hop/rap | La vendedora de placer             | Nomination | [ 7 ] |
| 2022  | Meilleur morceau hip-hop/rap | El gran robo 2 (avec Daddy Yankee) | Nomination |       |